# Refugio de Vida Silvestre La Chiquita
Das Refugio de Vida Silvestre La Chiquita befindet sich unweit der Pazifikküste im äußersten Nordwesten von Ecuador. Das 8,09 Quadratkilometer große Schutzgebiet wurde am 21. November 2002 mittels Acuerdo Ministerial N° 149 sowie dem Registro Oficial Nº 11 vom 30. Januar 2003 eingerichtet.

## Lage
Das Refugio de Vida Silvestre La Chiquita befindet sich im Kanton San Lorenzo in der Provinz Esmeraldas. Das in Höhen von 10 bis 120 Meter über dem Meeresspiegel gelegene Schutzgebiet erstreckt sich über eine bewaldete Fläche, etwa 12 Kilometer von San Lorenzo sowie 10 Kilometer von der kolumbianischen Grenze entfernt. Die Fernstraße E10 führt westlich am Schutzgebiet vorbei.

## Ökologie
Das Schutzgebiet liegt in der biogeographischen Region Chocó. Es dient dem Erhalt eines Waldgebietes in einer sehr niederschlagsreichen Gegend Ecuadors. Bevor das Gebiet offiziell zu einem Schutzgebiet wurde, diente es als eine forstwissenschaftliche Einrichtung, der Estación Experimental La Chiquita. In dem Gebiet wachsen zahlreiche Baumarten. Zur Vogelwelt des Areals gehört der Riesenglanzvogel (Jacamerops aureus).

## Infrastruktur
Durch das Schutzgebiet führt ein 4 Kilometer langer Pfad. Daneben gibt es ein kleines Interpretationszentrum.